# 完全なる首長竜の日
『完全なる首長竜の日』（かんぜんなるくびながりゅうのひ）は、乾緑郎による日本のSF小説、ミステリー小説。
第9回『このミステリーがすごい!』大賞の大賞受賞作。第4回の同コンテストで大賞を受賞した海堂尊の『チーム・バチスタの栄光』以来の満場一致での大賞受賞となった。
早川書房『ミステリが読みたい!』2012年版で国内編19位にランクイン。

## ストーリー
少女漫画家の和淳美は、自殺未遂を起こし意識不明の弟・浩市と、「SCインターフェース」という機器を通じてコミュニケートする最新医療技術「センシング」により、対話を続けている。浩市がなぜ自殺を試みたかは不明であり、その原因を探らなくては、仮に浩市が意識を取り戻したとしても再び自殺を繰り返すおそれがあると、担当する精神科医・相原から言われていた。
漫画家としては中堅どころの淳美だったが、長期に渡って連載していた漫画『ルクソール』の打ち切りが決まる。
同じ頃、仲野泰子という女性から連絡があり、淳美は会いに行く。彼女の息子である由多加は淳美のファンであったが、浩市と同様、自殺未遂を起こしていた。淳美は最近まで由多加が浩市と同じ「西湘コーマワークセンター」に入院し、センシングによる治療を受けていたことを知る。泰子は息子の死に不審を抱いており、患者同士の意識が機器を介さずに交流する「憑依（ポゼッション）」という現象について語った。そして息子の死の真相を昏睡状態にある浩市が知っているのではないかと考え、泰子は浩市とのセンシングを求めてくる。漠然とした不安を感じながらもそれを許した淳美だったが、その直後から淳美の身の回りで不可解なことが起こり始める。
浩市とのセンシングの最中、淳美は幼い頃に描いた「首長竜」の絵のことを思い出す。それは初めて会う母方の祖父に、絵が得意だった淳美がプレゼントのために描いたものだったが、一所懸命に描いたそれは、祖父自身の手により「こんな恐竜がいるわけがない」と無惨に目の前でマジックで脚を描かれて破かれてしまった。淳美はそのことがトラウマになっていたが、浩市とのセンシングでそれを思い出し、手掛かりを求めて幼い頃に家族で訪れた島へと向かう。
崩壊していく夢と現実の境に、淳美は徐々に自分が現実の世界にいるのか、それとも意識化をセンシングしているのかの判断がつかなくなっていく。

## 登場人物
和敦美
少女漫画家。本作の主人公。
和浩市
敦美の弟。自殺未遂を起こし、遷延性意識障害で昏睡状態にある。
仲野泰子
敦美の前に現れる謎の女性。息子である由多加の死に不審を抱き、敦美に会いにくる。
仲野由多加
仲野泰子の息子。生前は敦美の漫画のファンだった。
相原
精神科専門医。浩市の自殺の原因を探るべく、カウンセリングを担当している。
沢野
敦美の担当編集者。
府川真希
敦美のアシスタント。
杉山
敦美の初代担当編集者。敦美の漫画家デビューを支える。
榎戸
センシングを担当する神経工学技師。
武本
看護師。
岬
浩市の入院先の近くにある海岸で敦美が出会う謎の少女。
晴彦
敦美と浩市の大伯父。島に住む。
敦美の祖父
親戚中から嫌われている人物。敦美は幼い頃に首長竜の絵を描いてプレゼントをしたことがあるが、マジックで脚を描かれてしまったことがトラウマになっている。

## 書籍情報
- 単行本：宝島社、2011年1月8日発行、ISBN 978-4-79-667990-9
- 文庫：宝島社文庫、2012年1月13日発行、ISBN 978-4-79-668787-4
- コミック版（作画・つかさき有）：宝島社 Wonder Land Comic、2013年5月17日発行、ISBN 978-4800209115
  - ベストクリエイトが運営する総合電子書籍ストア「いつでも書店」では、映画の公開を記念してコミックを2013年6月7日より6月28日まで独占先行配信し、購入者の中から抽選でオリジナルのぬいぐるみ「首長竜くん」をプレゼントするキャンペーンを行った[2]。

## 映画
本作は『リアル〜完全なる首長竜の日〜』として映画化された。主演は佐藤健と綾瀬はるか、監督は黒沢清が務めた。

### 映画あらすじ
藤田浩市（佐藤健）は、1年前に自殺未遂をおこして昏睡状態に陥った恋人の和淳美（綾瀬はるか）が入院している国立先端医療センターを訪れた。最新脳外科医療”センシング”によって、意識不明の淳美の意識に入り込み、直接会話をするためである。精神科医の相原栄子（中谷美紀）、そして脳神経外科医の米村（堀部圭亮）らの協力を得て、不安を訴えながらも淳美の意識下に入っていった浩市。その中で淳美はいつも通り、マンションの一室で漫画家として漫画を描きながら浩市の帰りを待っていた。しかし浩市がすでにジムの仕事を辞めていることや、自分の漫画の連載がうまくいっておらず編集部から見切りをつけられていることなど覚えていないことも多く、自殺の理由を問いかける浩市とも話が噛み合わず言い争いになってしまう。淳美をなんとか漫画家としてのプレッシャーから解放し、深い昏睡状態から目覚めさせようとする浩市だったが、淳美はグロテスクなタッチで描く連続殺人鬼の漫画『ルーミィ』を描くことに拘り続け、うまく描けないと悩む。そしてかつての自信を取り戻すため、昔淳美が描いて浩市にプレゼントしたという首長竜の絵を探してきてほしいと浩市に訴える。なんとか淳美の願いを叶えてやりたいと淳美の貸倉庫を探したり実家に戻ったり、かつて2人が共に過ごした飛古根島にも足を運ぶ浩市だったが、センシングを繰り返すうちに仮想と現実の境界線は崩れ始め、『ルーミィ』に登場する死体が実現化するのを目にしたり謎の少年に遭遇したりするようになっていく。

### キャスト
- 藤田浩市 - 佐藤健
- 和淳美 - 綾瀬はるか
- 相原栄子 - 中谷美紀[4]
- 沢野 - オダギリジョー
- 高木真悟 - 染谷将太
- 米村 - 堀部圭亮
- 晴彦 - 松重豊
- 真紀子 - 小泉今日子

### スタッフ
- 原作 - 乾緑郎「完全なる首長竜の日」（宝島社刊）
- 監督 - 黒沢清
- 脚本 - 黒沢清、田中幸子
- 主題歌 - ：Mr.Children「REM」[5]（TOY'S FACTORY）
- 制作プロダクション - ツインズジャパン
- 配給 - 東宝
- 企画・製作 - TBSテレビ
- 製作 - 「リアル〜完全なる首長竜の日〜」製作委員会（TBSテレビ、東宝、電通、アミューズ、ツインズジャパン、中部日本放送、WOWOW、アマゾン ジャパン、毎日放送、烏龍舎、朝日新聞社、北海道放送、RKB毎日放送、GYAO）

### 製作

#### 企画・撮影
映画の制作チームは、『このミステリーがすごい!』大賞を受賞する前から、同じく他人の意識の中に入っていくという話である『インセプション』を超える面白さと評判だったこの原作『完全なる首長竜の日』に興味を持っており、映画化を考えていた。「人間の本質にある怖さと、人の頭の中にある誰も見たことのない世界、精神世界を上手く作り上げられるのは、黒沢監督しかいない」ということでプロデューサー陣から黒沢の名前が挙がりオファーされたが、監督は当初、「原作は読み物としてはおもしろいがどう映像化するか途方に暮れた」と話している。しかし”映画で人の心は撮影できない”という原則に挑戦してみたいという思いでオファーを引き受け、『トウキョウソナタ』でも組んだ脚本家・田中幸子やプロデューサー陣に支えられ、20回以上の脚本打ち合わせを繰り返して緻密にストーリを構築していった。そして原作にある文学性をできるだけ取り払い、映画的なものに置き換えてた結果、原作の姉弟という設定は幼馴染で恋人という設定に変わって主人公が恋人を救おうとするストーリーとなり、結末も原作とは異なるなど、監督曰く70%くらい脚色されることとなった。しかしセンシングという概念や、物語の象徴となる首長竜などは原作のままで、原作者の乾緑郎も「映画だから」「骨格となる設定と構造さえ大事にすれば他のことは変えてもかまわない」と快く脚色を了承している。
撮影は全てデジタルでフィルムは1カットも挟まず、フィルムでは不可能なオーヴァーラップや急激なズームアップをあえて取り入れるなど、監督にとっては初めての試みが多くみられる。当初は現実と非現実が明確に区別できるような撮り方をしていたが、撮影を進めるうちに"フィクション映画というのはどのみちそれ自体が疑似現実"であることに気づき、「現実か仮想かの区別を明確にする必要はない」と開き直り、その代わり、一つのファンタジーという形で佐藤健と綾瀬はるかという2人の俳優がどれだけ頑張っているかを表現することに費やしたと後のインタビューで話している。その他、ドラマのカギを握る首長竜、町が崩壊するシーンや鉛筆が浮くシーンなど、今作ではVFXが欠かせないツールとなっているが、首長竜のCG制作に使用したのは『ロード・オブ・ザ・リング』や『アバター』と同じソフトで、約半年のポスプロ期間をかけ、ハリウッド映画にも負けないクオリティで作り上げられた。ちなみに首長竜の骨格は、劇中でも写り、映画の完成披露会見の会場にもなった国立科学博物館の展示が参考にされている。首長竜が動き回るクライマックスシーンはシミュレーション用のプレビズ映像を制作し、スタッフやキャストに映像の完成イメージを伝えるところから始まった。そしてロケセットで部分的にグリーンバックを建て、佐藤と綾瀬の人物部分の撮影をした後に首長竜を合成するという流れで行われた。また、劇中でセンシングに使用される装置もこの映画のために1000万円で制作されたオリジナルのものである。幼い頃に2人が暮らしていた飛古根島のシーンは八丈島で撮影されている。
2013年5月開催の第66回カンヌ国際映画祭出品も視野に入れ、2012年6月15日にクランクインし、7月末にはクランクアップした。

#### 主題歌
主題歌は、佐藤健も中学時代から大ファンだというMr.Childrenが担当。作詞、作曲を手掛けた桜井和寿は映画の台本を何度も読んでラストシーンだけでなく映画全体をイメージし、「愛する人の意識の中へ入っていくとまどい」「仮想と現実を行き来する極限の愛」をMr.Children独自の世界観で構築、Mr.Children史上最も激しいかもしれないというロック「REM」を書き下ろした。ちなみに「REM」というタイトルは身体は眠っているが脳は覚醒状態にあるという"REM睡眠"からきているが、眠り続ける恋人を救うために“センシング”で彼女の意識の中へ潜入し、仮想と現実の間を彷徨う主人公の姿をイメージして付けられた。ミュージックビデオも映画のストーリーに合わせてボーカルの桜井和寿が仮想と現実をさまようイメージで展開され、映画の公式YouTubeチャンネルで5月22日より先行公開された。

### 封切り
2013年6月1日にTOHOシネマズ有楽座他全国270スクリーンで公開され、初日の6月1日-2日の土日2日間で動員9万6165人、興収1億801万200円になり、映画観客動員ランキングで初登場第3位となった。最終興収は4億2,000万円。また、台湾、香港、シンガポール、フランスでの公開も決定している。

#### プロモーション
CDジャケットやブランドキャラクターなど数多くのデザインを手がけ、近年はサンリオキャラクターや『ONE PIECE』、『ジョジョの奇妙な冒険』とのコラボレーションでも話題となったデザイナーのPansonWorksが今作とコラボレーション。佐藤健演じる浩市と綾瀬はるか演じる淳美を2頭身にデフォルメ&キュートかつポップにアレンジし、クリアファイルやタオル、イヤホンジャックマスコットなどのオリジナルグッズが発売された。

#### Blu-ray / DVD
2013年12月18日発売。発売元はTBS、発売・販売元はアミューズソフトエンタテインメント。12月4日よりレンタルが開始され、同日にAmazon.co.jpのみ、スペシャル・エディションBlu-ray版にインターナショナル版ビジュアルのスチールブックが付いた限定4000個セットが先行発売される。スチールブックのデザインは海外上映時に使用されたポスタービジュアルで、中面には首長竜がデザインされている。また、スペシャル・エディションにはTSUTAYAでは予約特典として「オリジナル・プレミアムディスク」が、アミューズ公式オンラインショップ・アスマートでは先着購入特典で「アスマート限定特典DVD（佐藤健の撮影日誌）」が付けられる。
- スペシャル・エディション（2枚組）
  - 初回限定仕様：アウターケース付きデジパック仕様、スペシャル・ブックレット（20ページ）、スペシャル・コミックス（54ページ・綾瀬はるか演じる漫画家：和淳美が執筆した『ルーミィ』[28]『もげもげ島』[注釈 2][29]を読み切り漫画として収録）
  - ディスク1：本編
  - ディスク2：特典映像DVD
    - VFX首長竜ができるまで〜黒沢清監督×クリエイターの挑戦に迫る〜
    - 『リアル〜完全なる首長竜の日〜』公開直前特別番組
    - 潜入!映画『リアル〜完全なる首長竜の日〜』佐藤健 綾瀬はるかの世界
    - 潜入!映画『リアル〜完全なる首長竜の日〜』監督 黒沢清の世界
    - Behind the scenes
    - 完成披露舞台挨拶
    - 初日舞台挨拶
    - 予告編
    - 特報（2種類）
    - TVスポット（3種類）
- スタンダード・エディション（1枚）
  - ディスク1：本編

### 作品の評価
2013年8月7日から17日にスイスで開催される世界4大映画祭の1つ、第66回ロカルノ国際映画祭のコンペティション部門に出品されることが日本外国特派員協会で発表され、監督も現地で14日に記者会見を開き多くの記者が集まったが、受賞は逃した。その他、第38回トロント国際映画祭（9月5日 - 15日、カナダ）のスペシャル・プレゼンテーション部門、第51回ニューヨーク映画祭（9月27日 - 10月13日、アメリカ）、釜山国際映画祭2013（10月3日 - 12日、韓国、監督も出席）、第44回インド国際映画祭（11月20日 - 30日、インド、監督も出席）に出品された。
ロカルノ映画祭の上映会では、淳美が描く漫画に登場する死体を浩市が現実のものとして目の当たりにするというシリアスなシーンでクスクスと会場から笑い声が起きた。人は驚いた時に息をのむが、海外ではその後に大抵少し笑うという行為がみられるため、シリアスなシーンでの表現が陳腐で笑われたというよりは、日本と海外との文化の違いだろうと監督は受け取ったという。他の海外メディアの反応も肯定的で、「現実と非現実、漫画やまぼろしなど複雑な要素が絡み合っているが、それを盛り立て、感動する映画になっている。」と評価するジャーナリストがいたり、この映画祭の記者会見でも外国人記者から「恐竜の表現がとても素晴らしかった」というコメントがあった。
映画評論家の村山匡一郎は、「意識や夢に入り込む物語を描く映画は難しいが、本作では現実と仮想現実の境界をたえず観客に見せる形で展開するため説得力を持っている。」「黒沢監督の演出はCG技術を活用しながら一方でリアル感も保っている。ラストの首長竜の登場も納得できて面白い。」と述べている。
雑誌『映画芸術』が2013年の日本映画ベストテン＆ワーストテンにおいてベスト7位に選んでいる他、財団やNPOではなく映画ジャーナリスト・大高宏雄が主宰する第23回日本映画プロフェッショナル大賞でも日プロ大賞第10位に本作を選んでいる。

### テレビ放送
2016年3月6日の25:55（同年3月7日の1:55）に、TBSで地上波初放送された。